# Simbolurile naționale ale României
Simbolurile naționale ale României includ însemnele naționale și elementele tradiționale specifice țării, atât oficiale, precum drapelul, stema sau imnul României, cât și neoficiale, precum preparatele culinare, muzica sau costumele populare.
| Simbol             | Imagine                   | Descriere |
| ------------------ | ------------------------- | --- |
| Drapelul național  |                           | Drapelul României este tricolor, cu dungi verticale, albastru, galben și roșu. În timpul Revoluției de la 1821, aceste culori au compus steagul revoluționarilor și pentru prima dată li s-a atribuit un sens consemnat: „Libertate (albastru-„cer”), Dreptate (galben-„câmp”), Frăție (roșu-„sânge”)”. Tricolorul a fost adoptat pentru prima dată în Țara Românească în 1834. La 22 iunie 1861, Alexandru Ioan Cuza a decretat tricolorul ca drapel civil oficial al Principatelor Unite. Dispunerea verticală a culorilor a fost adoptată în 1868. |
| Stema națională    |                           | Stema României constă într-o acvilă aurită care ține o cruce ortodoxă, simbolul Dinastiei Basarabilor, nucleul în jurul căruia s-a format Valahia, una dintre cele trei provincii românești din Evul Mediu. Scutul pe care este așezată este azuriu, simbolizând cerul. Acvila ține în ghearele sale însemnele suveranității: un sceptru și o sabie, aceasta din urmă amintind de conducătorul Moldovei, Ștefan cel Mare, în timp ce buzduganul amintește de Mihai Viteazul, primul unificator al principatelor locuite în majoritate de români. Pe pieptul păsării se află un blazon cu simbolurile provinciilor istorice românești (Țara Românească, Moldova, Transilvania, Banat Oltenia și Dobrogea). |
| Imnul național     | · Deșteaptă-te, române! · | Deșteaptă-te, române! a fost compus și publicat în timpul Revoluției de la 1848. Cântat pentru prima dată la sfârșitul lunii iunie a aceluiași an în orașul Brașov, a fost imediat adoptat ca imn revoluționar. De atunci, acest cântec, care conține un mesaj de libertate și patriotism, a fost cântat în toate conflictele majore românești, inclusiv în timpul revoluției anticomuniste. În 1990 a devenit imn național, înlocuind imnul național din perioada comunistă „Trei culori”. Republica Democratică Moldovenească, pe parcursul scurtei sale existențe, între 1917 și 1918, precum și Republica Moldova între 1991 și 1994 au adoptat același imn național. 29 iulie a fost declarată „Ziua Imnului Național”, o sărbătoare publică în România. |
| Ziua națională     |                           | Ziua națională a României aniversează Marea Adunare Națională de la Alba Iulia, când delegații românilor transilvăneni, sosiți în număr mare la Alba Iulia, au consfințit Unirea Transilvaniei cu România, desăvârșind Marea Unire. Această sărbătoare a fost stabilită după Revoluția din 1989 și marchează unirea Transilvaniei, dar și a provinciilor Basarabia și Bucovina cu Regatul României, în 1918. Anterior, sărbătoarea națională a României era pe 10 mai, ceea ce avea un dublu sens: era ziua în care principele de Hohenzollern-Sigmaringen, viitorul rege Carol I al României, a pus piciorul pe pământul românesc în 1866 și ziua în care principele, acum domnitor, a ratificat Declarația de independență față de Imperiul Otoman în 1877. În România comunistă, data sărbătorii naționale era stabilită la 23 august, pentru a marca răsturnarea din 1944 a guvernului profascist Ion Antonescu.                                                                                |
| Ziua Independenței |                           | Ziua Independenței României celebrează ziua de 9/21 mai 1877, când Mihail Kogălniceanu, printr-un memorabil discurs, a proclamat independența României în uralele Adunării Deputaților. În aceeași după-amiază, Senatul a votat moțiunea, iar un cortegiu cu care și torțe a străbătut tot Bucureștiul. A doua zi, la 10/22 mai, se împlineau 11 ani de când domnitorul Carol sosise la București pentru a primi tronul Principatelor Unite și se anunțase deja o mare festivitate. Primul care a luat cuvântul a fost vicepreședintele Camerei, Dimitrie C. Brătianu: „Maestatea Voastră, Camera și Senatul au recunoscut independența României” față de Înalta Poartă. Astfel, 10 mai a devenit Ziua Națională a României în perioada regală. În 2015 a fost declarată sărbătoare națională, semnificând începutul domniei regelui Carol în 1866, obținerea independenței de stat și încoronarea primului Rege al României. Din 2021, 10 mai este oficial Ziua Independenței Naționale a României |
| Limba oficială     |                           | Limba română este una dintre limbile romanice, declarată limbă romanică orientală, parte a unui grup care mai include limba aromână, limba meglenoromână și limba istroromână, dar considerată de majoritatea lingviștilor români drept unica descendentă a limbii protoromâne, celelalte limbi ale grupului fiind de fapt dialecte, este vorbită de aproximativ 24 până la 28 de milioane de oameni |
| Drapelul de luptă  |                           | Drapelul de luptă constituie simbolul unităților militare, cu stema României în centru și simbolul de armă în colțuri. Urmând tradițiile armatei romane, o acvilă este plasată la partea superioară a lancei. |
| Patronul spiritual |                           | Sfântul Andrei, patronul spiritual al României potrivit Bisericii Ortodoxe Române, a predicat Evanghelia în Sciția, care includea provincia Dobrogea (Scythia Minor). Legenda spune că Sfântul Andrei a ajuns în Dobrogea într-o iarnă grea și s-a refugiat într-o peșteră, unde a lovit pământul cu bastonul și a dat naștere unui izvor, cu apa căruia i-a botezat pe localnici și a vindecat bolnavi. Ziua de sărbătoare a Sfântului Andrei a fost declarată hramul Dobrogei în 1994 și hramul României în 1997, 30 noiembrie devenind zi de sărbătoare națională în 2012. |
| Floarea națională  |                           | Bujorul românesc (Paeonia peregrina) a fost declarat floare națională oficială în 2022. Ziua Bujorului românesc este sărbătorită pe 15 mai. |
| Sportul național   |                           | Oina, sport tradițional practicat în toate provinciile istorice românești, a fost declarat sport național. La data de 14 martie 2023, Camera Deputaților a votat ca oina să devină sportul național al României iar ziua de 9 mai să devină Ziua Națională a Oinei. |

| Simbol                     | Imagine | Descriere |
| -------------------------- | --- | --- |
| Coroana regală             | | Coroana de oțel a României a fost turnată din țeava unui tun otoman capturat în timpul Războiului de Independență, în Bătălia de la Plevna din 30 august 1877. Domnitorul Carol I a ales oțelul, și nu aurul, pentru a simboliza vitejia soldaților români, fiind încoronat în timpul ceremoniilor de proclamare a României ca regat desfășurate în 1881 la București. Coroana a fost folosită din nou în 1922 la încoronarea regelui Ferdinand I și reginei Maria ca suverani la Alba-Iulia. Pentru a treia oară, Coroana de oțel a fost folosită în timpul încoronării și ungerii regelui Mihai I de către patriarhul Nicodim Munteanu, în Catedrala Patriarhală din București, în ziua celei de-a doua înscăunări, la 6 septembrie 1940. Coroana regală este păstrată în Muzeul Național de Istorie a României |
| Personificare națională    | | România descătușată, pictură de ulei pe pânză, 31x24 cm, Gheorghe Tattarescu, 1866 |
| Deviza națională           | După Revoluția din 1989, România nu a adoptat oficial o deviză națională | După Revoluția din 1989, România nu a adoptat oficial o deviză națională |
| Deviza națională           | Dreptate, Frăție Deviză folosită în Țara Românească în perioada Revoluției de la 1848 | |
| Deviza națională           | Toți în unu Deviză folosită în a doua perioadă a domniei lui Alexandru Ioan Cuza | |
| Deviza națională           | Nihil sine Deo (în traducere din latină Nimic fără Dumnezeu) Deviză folosită în perioada domniei Casei Regale a României | |
| Deviza națională           | In Fide Salus (în traducere din latină Mântuire prin credință) Deviză încrustrată pe decorația Ordinului național „Steaua României” după 10 mai 1877. Anterior, la instituirea ordinului de către Alexandru Ioan Cuza, deviza încrustată era Genere et cordres fratres (în traducere din latină Frați prin origini și simțiri) | |
| Deviza națională           | Onoare și Patrie Deviză folosită de Armata Română începând cu perioada domniei lui Alexandru Ioan Cuza | |
| Părinți fondatori          | | Burebista este considerat marele rege care a unificat toate triburile dacilor, creând un imperiu puternic care se întindea spre vest până la Marea Adriatică și sudul Germaniei, spre est până la Marea Neagră, spre nord până în sudul Poloniei și spre sud până la Macedonia Antică și Tracia de Est. Regatul Dac al lui Burebista a avut cea mai mare întindere teritorială din istoria României. |
| Părinți fondatori          | Decebal și Traian sunt considerați părinții poporului român, acesta formându-se în urma cuceririi Daciei de către Imperiul Roman în anul 106 și stabilirii veteranilor romani pe teritoriul actual al României (Dacia Felix). | |
| Părinți fondatori          | Basarab I Întemeietorul a fost primul mare voievod al Țării Românești, ajuns la putere între 1304 și 1324, fie detronându-l sau urmându-l pașnic pe întemeietorul legendar al Țării Românești, Radu Negru, fie în 1310, succedând tatălui său, Thocomerius. În 1330 l-a învins pe Carol I al Ungariei în bătălia de la Posada și a fondat primul stat român independent. Urmașii săi din dinastia Basarabilor au condus Țara Românească timp de mai bine de trei secole.                                                        | |
| Părinți fondatori          | Mihai Viteazul a fost Domn al Țării Românești (1593–1601), Domn al Moldovei (1600) și conducător de facto al Transilvaniei (1599–1600), fiind considerat unul dintre cei mai mari eroi naționali ai României. Încă din secolul al XIX-lea, Mihai Viteazul a constituit un simbol al unității tuturor românilor, domnia sa marcând pentru prima dată unirea sub același domnitor a tuturor statelor locuite în majoritate de români.                                                                                             | |
| Părinți fondatori          | Alexandru Ioan Cuza a fost un boier din Moldova, colonel, revoluționar de frunte și fondatorul primului stat român prin unirea românilor din Țara Românească și Moldova, prim domnitor al Principatelor Unite. Este considerat erou național și fondator al României moderne. | |
| Părinți fondatori          | Carol I a fost primul rege al României, domnia sa asigurând continuitatea unirii din 1859. În timpul domniei sale, România a devenit stat independent, ca urmare a semnării Tratatului de la Berlin în 1878. | |
| Părinți fondatori          | Ferdinand I Întregitorul a condus România în timpul Primului Război Mondial, alegând să lupte de partea Antantei împotriva Puterilor Centrale, fapt care a avut ca efect excluderea sa din Casa de Hohenzollern de către împăratul Wilhelm al II-lea al Germaniei. La sfârșitul războiului, România a încheiat procesul de realizare a statului național unitar, prin unirea Basarabiei, Bucovinei și Transilvaniei cu Vechiul Regat. La 15 octombrie 1922, la Alba Iulia, Ferdinand s-a încoronat drept rege al României Mari. | |
| Animal mitic               | | Balaurul, în folclorul românesc, este întruchiparea răului, fiind prezent în majoritatea basmelor românești. În mitologia românească apar trei tipuri de balaur: de apă, care trăiește în fântâna satului și care este ucis de Busuioc sau de Sfântul Gheorghe, de uscat, care trăiește prin prăpăstii prin "țara armenească" și făurește "piatra scumpă" și de văzduh, alăturați norilor de furtună și controlați de un solomonar. |
| Pasăre națională           | | Acvila de munte (Aquila chrysaetos) |
| Pasăre națională           | Pelicanul (Pelecanus onocrotalus) este un simbol al Deltei Dunării | |
| Animal național            | | Râsul carpatin (Lynx lynx carpathicus) |
| Arbore național            | | Stejarul (Quercus robur) |
| Poet național              | | Mihai Eminescu (1850-1889) |
| Creație lirică națională   | | Doina, creație lirică specifică poporului român, poate fi, în funcție de sentimentele exprimate, de dor, de jale, de dragoste, de înstrăinare, haiducească, păstorească sau de cătănie. |
| Epopee națională           | | Miorița, poem folcloric (baladă) |
| Costum popular             | | Costume populare românești, într-o mare varietate, în funcție de zona etnografică |
| Pălărie națională          | | Clopul este o pălărie țărănească din fetru de culoare neagră, cu calota semisferică și borurile înguste. În Maramureș, clopul este confecționat manual din paie sau lână, clopul tradițional maramureșean remarcându-se prin forma sa distinctivă, rotundă și ușor ridicată, un simbol al statutului social și al apartenenței la o comunitate cu o istorie bogată, fiind purtat cu mândrie de bărbații din regiune la evenimente importante și sărbători. |
| Pălărie națională          | Căciula tradițională românească (cușmă). În Dacia, căciula era însemnul aristocraților daci (tarabostes) | |
| Monument artistic național | | Coloana Infinitului constituie un monument artistic important în arta tradițională, o stilizare a coloanelor funerare specifice sudului României reprezentând infinitul și continuitatea. Face parte, împreună cu Masa tăcerii, 30 scaune pătrate și Poarta sărutului, din Ansamblul Monumental „Calea Eroilor”, înscris în Lista Patrimoniului Mondial UNESCO. |
| Gardă de Onoare            | | Regimentul 30 Gardă „Mihai Viteazul”, unitate de elită a Armatei Române înființată de Alexandru Ioan Cuza la 1 iulie 1860 sub denumirea de Batalionul 1 Tiraliori. |
| Munte                      | | Carpații românești reprezintă 51% din suprafața totală a Munților Carpați și se împart în trei mari unități morfotectonice: Orientali, Meridionali și Occidentali. |
| Munte                      | Vârful Moldoveanu (2.544 m) este cel mai înalt vârf montan din România | |
| Dans național              | | Hora este dansul tradițional cel mai răspândit. Se dansează la nunți sau la mari sărbători populare. Hora cea mai cunoscută este Hora Unirii. |
| Dans național              | Călușul, dans tradițional cu scop cathartic (tămăduitor) răspândit în Moldova, Oltenia și Transilvania. Documente istorice atestă practicarea dansului de soldații lui Mihai Viteazul, „călușerii”, aflați sub conducerea căpitanului Baba Novac, în cadrul sărbătorii date de Sigismund Bathory în 1599, la Piatra Caprei, lângă Alba Iulia. A fost inclus în Lista patrimoniului cultural imaterial al umanității | |
| Instrument muzical         | | Nai |
| Instrument muzical         | Bucium | |
| Băutură națională          | | Țuică |
| Preparate culinare         | | Sarmale |
| Preparate culinare         | Mămăligă | |
| Preparate culinare         | Mititei | |
| Deserturi                  | | Papanași |
| Deserturi                  | Cozonac | |